# Европейский маршрут E21
Европейский маршрут Е21 — европейский автомобильный маршрут категории А, соединяющий Мец (Франция) на западе и Женева (Швейцария) на востоке. Длина маршрута — 458 км.
Маршрут Е21 проходит через города Нанси и Дижон.
Е21 связан с маршрутами
| - E25 - E50 - E23 |  | - E17 - E60 - E15 |  | - E607 - E62 |

## Фотографии

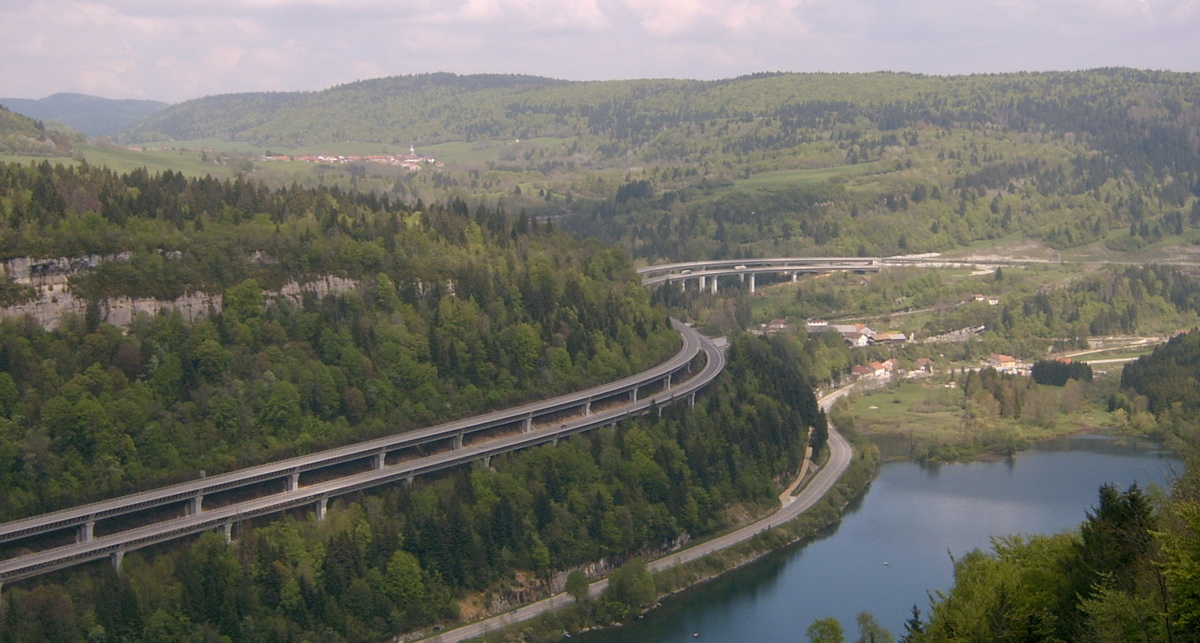
Е21 в Швейцарии
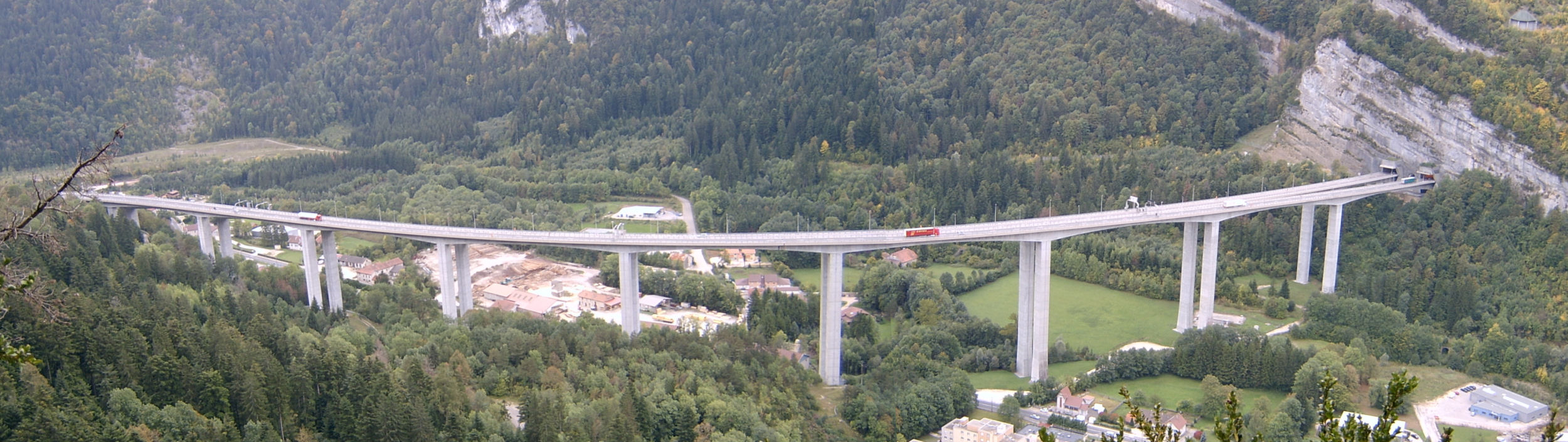
Е21 в Швейцарии
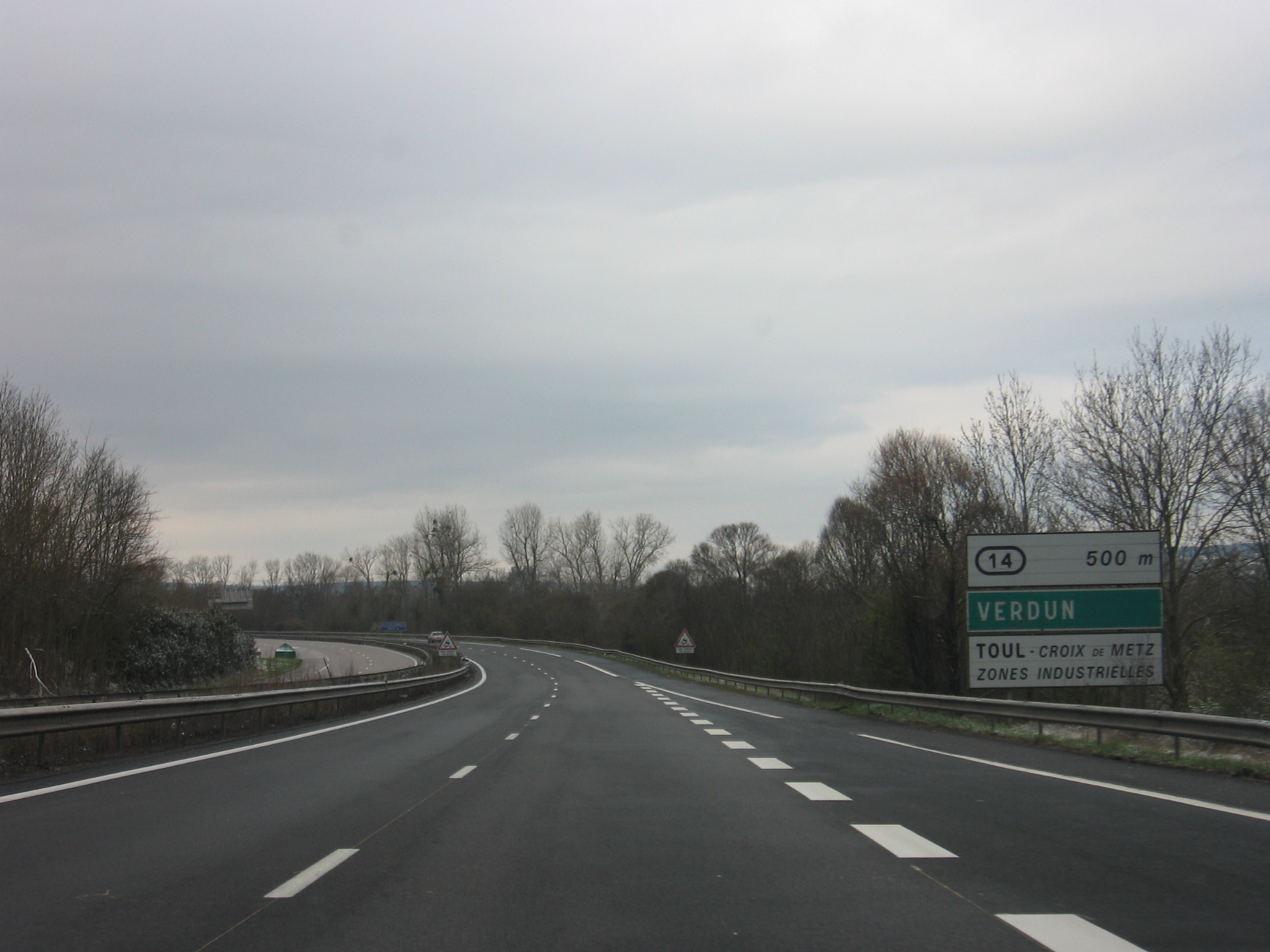
Е21 около Нанси